# Teodoro Olarte Aizpuru
Teodoro Olarte Aizpuru (Vitoria, 26 de marzo de 1873 - Bayas, 18 de septiembre de 1936) fue un empresario industrial y político del País Vasco (España), ejecutado víctima de la represión franquista durante la Guerra Civil, por rojo y masón.

## Biografía
Industrial, copropietario de una importante empresa panificadora en Vitoria, la llegada de la República en 1931 coincidió con su elección como concejal de su localidad natal, por el Partido Republicano Autónomo Alavés. Entre ese año y 1934 presidió la comisión gestora de la Diputación de Álava, cargo que volvió a desempeñar entre febrero y julio de 1936, entonces como miembro de Izquierda Republicana, tras el paréntesis provocado por la suspensión de los cargos locales y provinciales después del triunfo de la CEDA en las elecciones de 1933 y los sucesos revolucionarios de 1934. Durante el tiempo que ocupó cargos de responsabilidad política presidió la Asamblea de Municipios Vascos en 1933 y fue miembro de la Comisión para el proyecto del Estatuto de Autonomía del País Vasco. Al estallar la Guerra Civil en julio de 1936, fue detenido el mismo día de la sublevación militar. Liberado de prisión poco después y puesto bajo arresto domiciliario, el 17 de septiembre fue detenido de nuevo y torturado. Ingreso en la cárcel provincial de Vitoria junto con su hijo y, al día siguiente, en una saca de presos, fue trasladado a Bayas, cerca de Miranda de Ebro, siendo fusilado en la madrugada del 18 de septiembre junto a otros tres vitorianos más.